# Rezervații naturale din Iordania

Locațiile aproximative ale primelor șase rezervaţii

Există cel puțin șapte rezervații naturale în Iordania. În 1966, a fost fondată organizația care avea să înființeze mai târziu rezervațiile naturale ale Iordaniei, Societatea Regală pentru Conservarea Naturii. Primele eforturi ale SRCN au implicat readucerea speciilor grav amenințate pe cale de dispariție. În 1973, SRCN, a primit dreptul de a emite licențe de vânătoare⁠(<span title="Permis de vânătoare|licențe de vânătoare la Wikidata">d), oferind SRCN o mână superioară în prevenirea extincției. Primul pas a fost fondarea primei rezervații naturale a Iordaniei, Rezervația Faunei sălbatice Shaumari, în 1975. Scopul principal a fost de a crea mijloace de reproducere a speciilor pe cale de dispariție, în special: oryxul arab, gazelele, struții și onagerul persan în mediul lor natural.
În 1994, la scurt timp după înființarea Rezervației Biosferei Dana, SRCN și-a început secțiunea de cercetare și sondaj, formată din cercetători cu experiență, cu scopul principal de a colecta informații în rezervele necesare pentru a crea un mediu de viață durabil pentru animalele sălbatice prin cercetare științifică. La scurt timp după aceea, Wild Jordan a fost creat ca o ramură de afaceri a RSCN care se ocupă de proiecte socio-economice. În 1999, SRCN a început un program de formare pentru a construi abilități locale și regionale în conservarea naturii. SRCN a crescut mai multă conștientizare în 2005 printr-o campanie „Salvați copacii Iordaniei”. Cea de-a șasea și cea mai recentă rezervație naturală a Iordaniei, Rezervația forestieră Dibeen, a fost creată în 2004, protejând 1.200 kilometri pătrați (463 mi2) de peisaj natural protejat din întreaga Iordani.
Rezervația naturală Fifa a fost desemnată în 2011. În 2018 au fost desemnate rezervațiile naturale Burqu, Dahek și Dmeitha.
Au fost propuse rezervații naturale suplimentare și situri pentru conservare.

## Rezervații
| Reservație                                                      | Locație                      | Mărime                             | Data stabiliri | Note                                                     |
| --------------------------------------------------------------- | ---------------------------- | ---------------------------------- | -------------- | -------------------------------------------------------- |
| Rezervația forestieră Ajloun                                    | Nord-vest                    | 13 kilometri pătrați (5 mi2)       | 1988           |                                                          |
| Rezervații naturale din Iordania#Rezervația zonelor umede Azraq | Nord-est                     | 12 kilometri pătrați (5 mi2)       | 1978           | Singura rezervație de zone umede din Iordania            |
| Rezervații naturale din Iordania#Rezervația naturală Burqu      | Nord-est                     | 906,44 kilometri pătrați (350 mi2) | 2018           |                                                          |
| Rezervația biosferei Dana                                       | Sud-central                  | 320 kilometri pătrați (124 mi2)    | 1993           | Cea mai mare rezervație naturală din Iordania            |
| Rezervații naturale din Iordania#Rezervația naturală Dahek      | Nord-est                     | 265,42 kilometri pătrați (102 mi2) | 2018           |                                                          |
| Rezervația forestieră Dibeen                                    | Nord-vest                    | 8,5 kilometri pătrați (3 mi2)      | 2004           | Cea mai mică rezervație din Iordania                     |
| Rezervația naturală Dmeitha                                     | Nord-est                     |                                    | 2018           |                                                          |
| Rezervații naturale din Iordania#Rezervația naturală Fifa       | Sud-vest                     | 23,2 kilometri pătrați (9 mi2)     | 2011           |                                                          |
| Rezervația naturală Mujib                                       | Țărmul estic al Mării Moarte | 220 kilometri pătrați (85 mi2)     | 1987           | Rezervație naturală la cea mai joasă altitudine din lume |
| Rezervația naturală Qatar                                       | Sud-vest                     | 109,94 kilometri pătrați (42 mi2)  | 2011           |                                                          |
| Rezervația faunei sălbatice Shaumari                            | Nord-est                     | 22 kilometri pătrați (8 mi2)       | 1975           |                                                          |

### Rezervația forestieră Ajloun

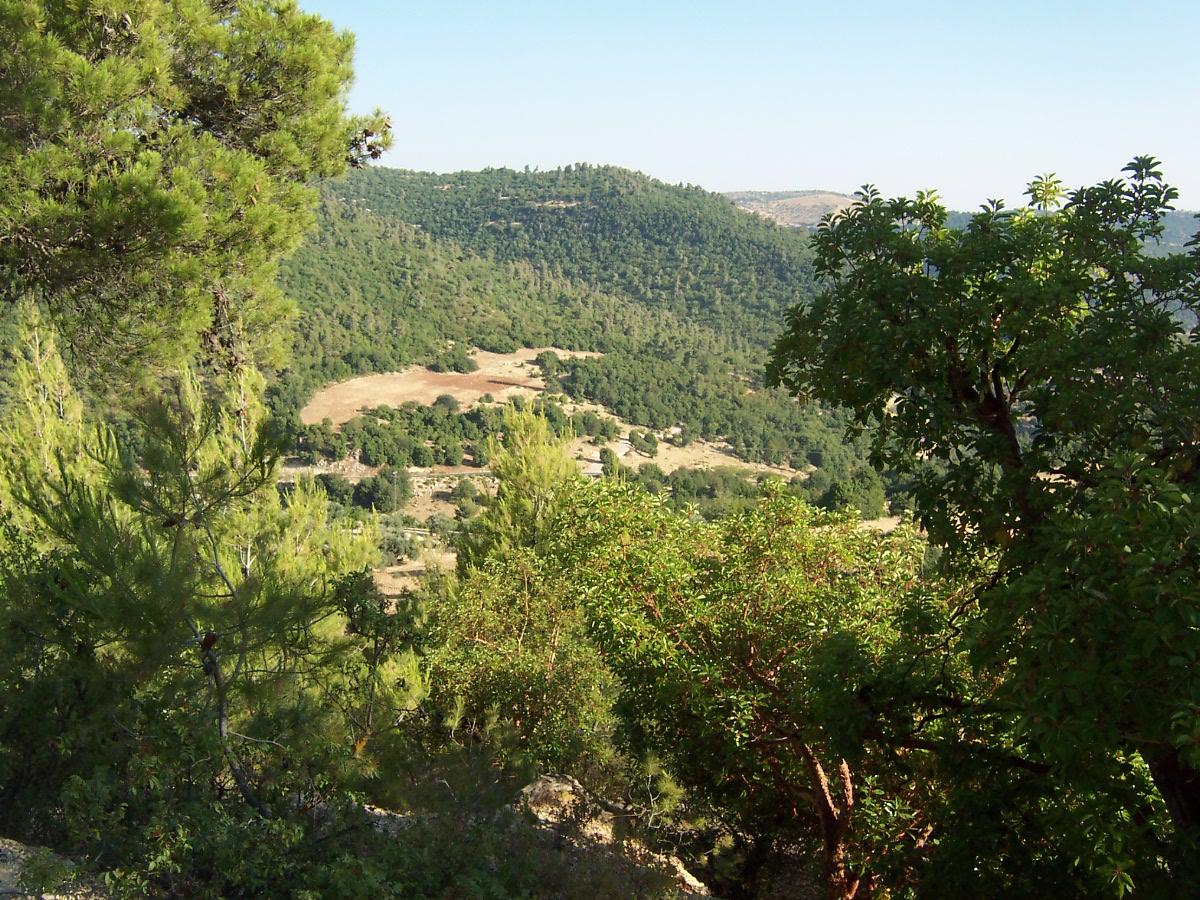
Pădurea Ajloun

Rezervația forestieră Ajloun se află în nordul Iordaniei, în apropiere de Jerash și Ajloun, și aproape de Castelul Ajloun. Rezervația este formată din dealuri rulante într-un mediu mediteranean, acoperite cu stejari, precum și arbori de căpșuni și fistic, printre altele. Jderi de piatră, șacali, vulpi roșii, hiene dungate, veverițe persane, porci spinoși, și lupi trăiesc în această zonă. Terenurile proprietate privată din jurul rezervației reprezintă amenințări, inclusiv accesul ilegitim la rezervație, ceea ce duce la vânătoare ilegală, tăierea lemnului și pășunat. Cooperarea cu localnicii a dus la creșterea gradului de conștientizare în comunitate cu privire la conservarea pădurii.

### Rezervația zonelor umede Azraq

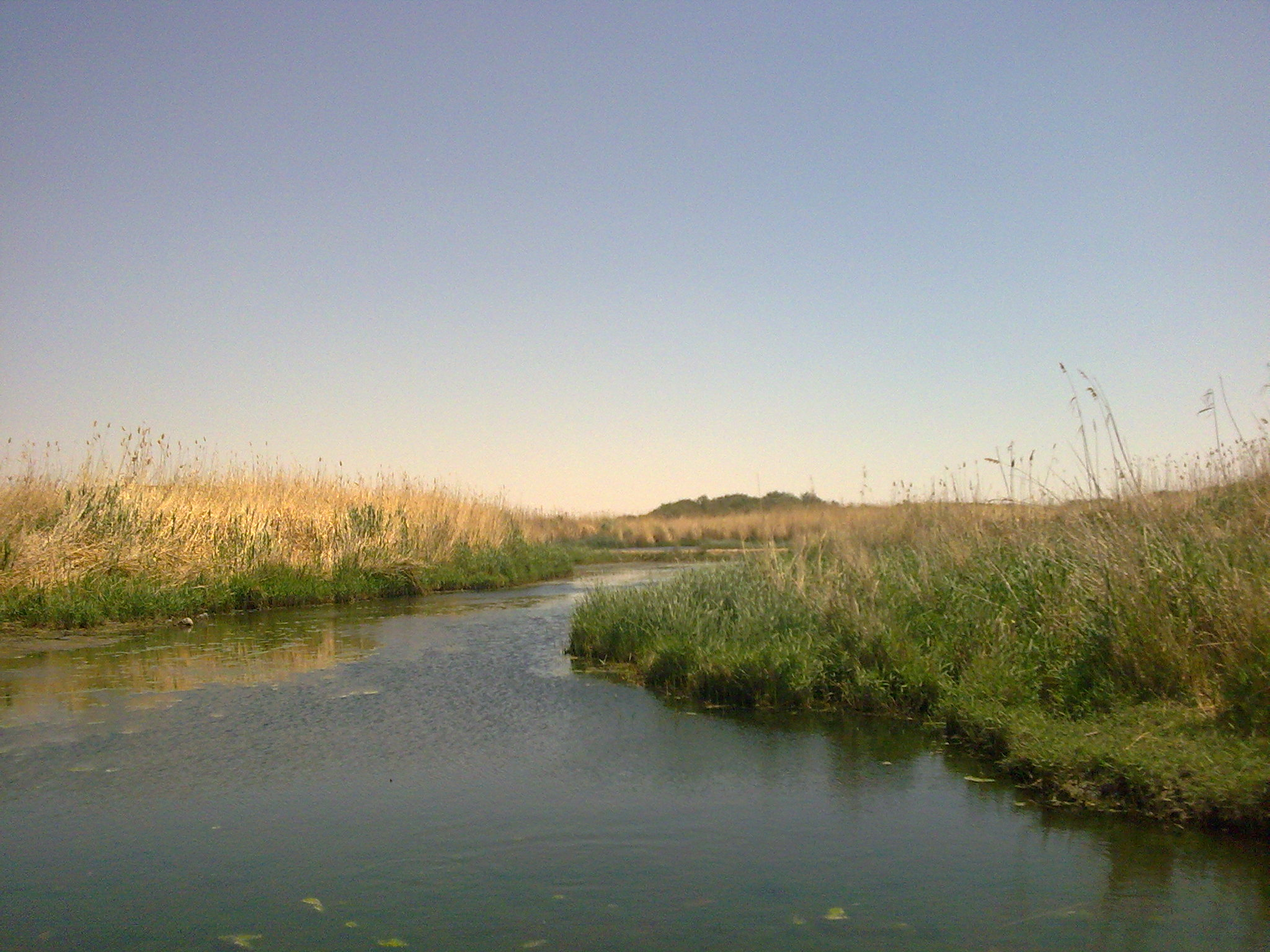
Zonele umede Azraq

Zonele umede Azraq, situate în deșertul estic al Iordaniei, în apropierea orașului Azraq, este singura rezervație de zone umede a SRCN. Rezervația, cândva o escală populară pentru milioane de păsări migratoare care merg din Africa în Eurasia, este acum grav epuizată din cauza suprapompării pentru a sprijini populația în creștere a Iordaniei. În 1978, rezervația a fost înființată ca un efort de conservare a oazei. Între 1981 și 1993, nivelul apei a scăzut brusc, încheindu-se cu uscarea izvoarelor în 1992. Azraq astăzi reprezintă doar 0,04% din dimensiunea sa anterioară. Nivelurile apei sunt menținute de SRCN pentru a salva speciile indigene de pești, cum ar fi Azraq Killfish și pentru a menține situl o destinație turistică. Eforturile au avut parțial succes; unele păsări s-au întors și killfish au crescut în număr, dar încercările de a crește masa de apă cu 10% din dimensiunea inițială nu au avut succes. Pomparea apei și lipsa forței de muncă și experiența zonelor umede mențin nivelul apei la un nivel scăzut.

### Rezervația naturală Burqu
Rezervația naturală Burqu a fost desemnată în 2018. Acesta acoperă o suprafață de 906,44 km2 în partea de nord-est a țării, centrată pe Qasr Burqu'.

### Rezervația Biosferei Dana

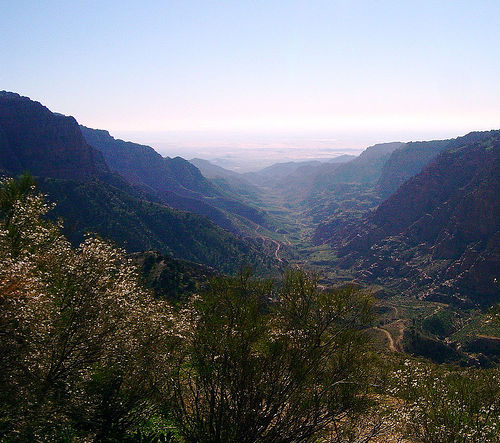
Cheile Danei

Rezervația Biosferei Dana, adesea numită pur și simplu Rezervația naturală Dana, este situată în și în jurul satului Dana în munții de la est de Wadi Araba. Geografia rezervației se caracterizează prin stânci abrupte în wadis stâncos acoperite de copaci mici și arbuști. Geologia variată trece de la calcar la gresie la granit. Unele activități ilegale, cum ar fi pășunatul și tăierea lemnului, continuă. Vânătoarea ilegală amenință populațiile de ibex și de chukar.

### Rezervația forestieră Dibeen

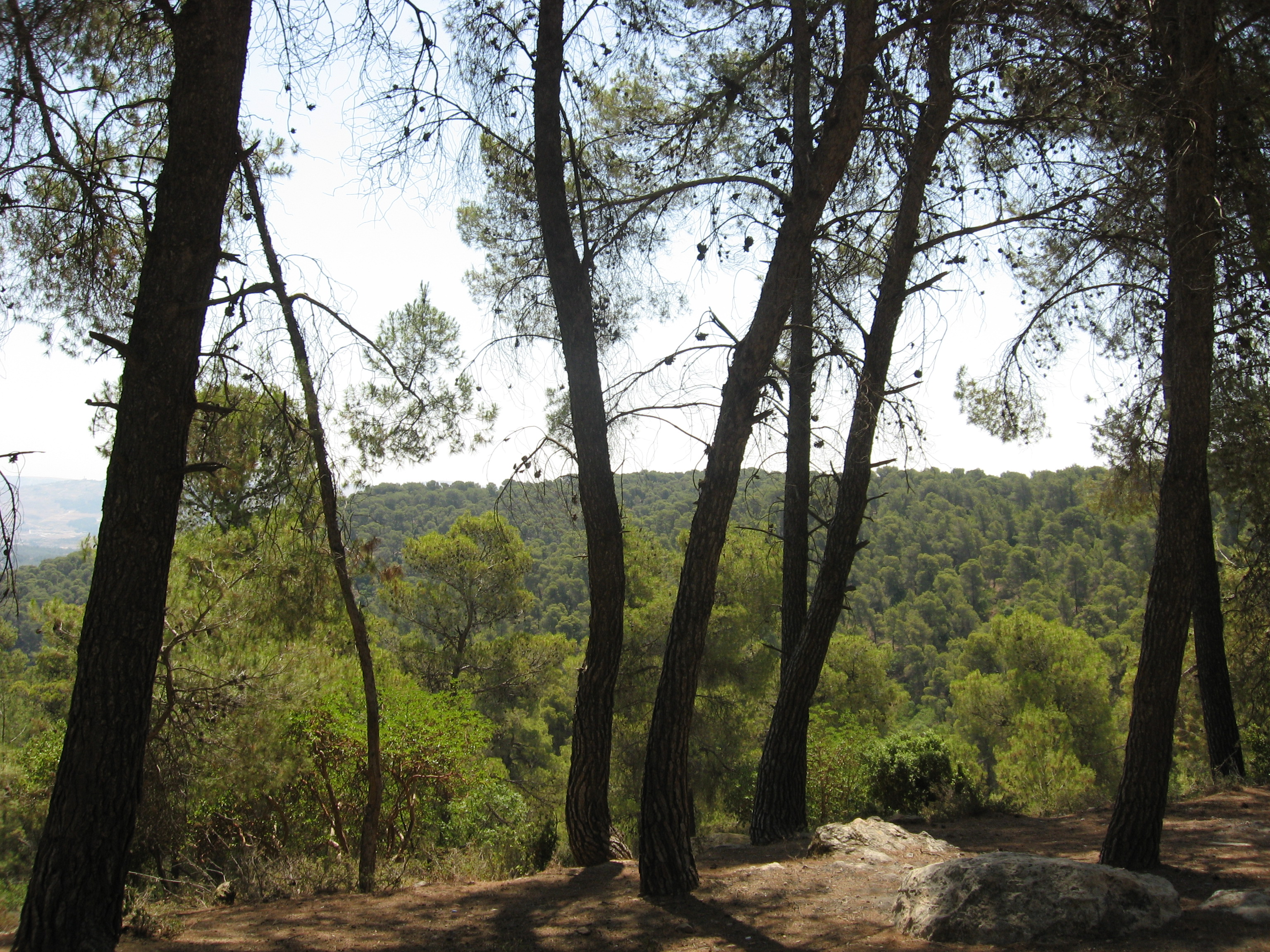
Visța în Dibeen

Rezervația forestieră Dibeen, aproape de vechiul oraș roman Jerash, a fost înființată în 2004. Pădurea este un habitat de pin-stejar, adăpostind pinul din Alep și marcând limita geografică a acestui tip de pădure. Animalele, cum ar fi veverița persană au fost principalele motive pentru înființarea rezervației și au fost considerate prioritatea principală. Căpșunile, fisticul și măslinii sălbatici cresc, de asemenea, în rezervație. Gunoiul, în special plasticul, prezintă o problemă majoră în rezervație, adesea rezultatul vizitatorilor nepăsători.

### Rezervația naturală Fifa
Pe 13 iulie 2011, Rezervația naturală Fifa a fost declarată oficial. Acesta este situat în partea de sud-vest a Iordaniei. Rezervația are o suprafață de 23,2 km2. În parte situată cu mult sub nivelul mării, rezervația conține modelul plantei de sare și modelul plantelor tropicale.

### Wadi Mujib

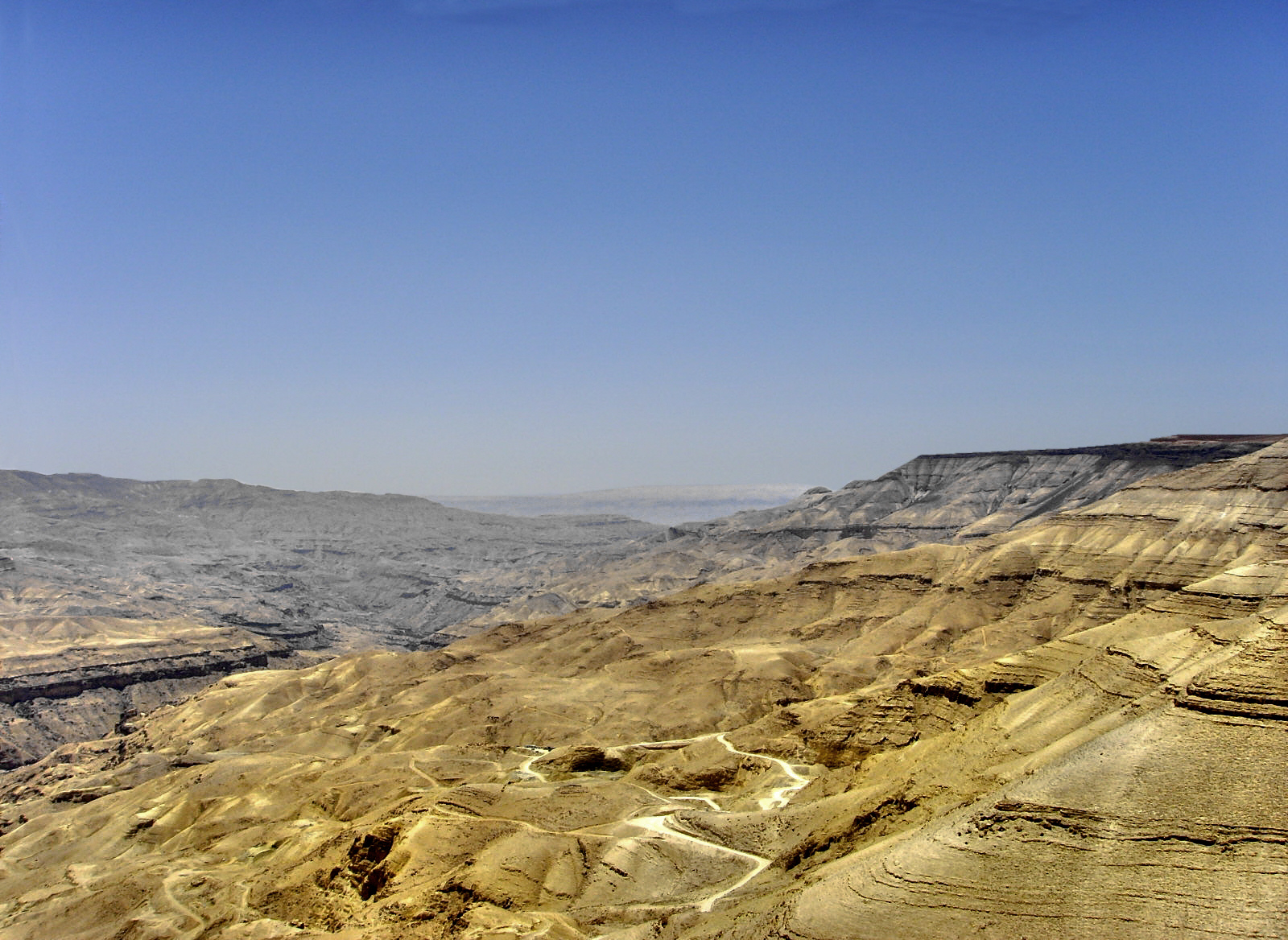
Wadi Mujib

Rezervația naturală Mujib, cunoscută sub numele de Wadi Mujib, este un canion lung care alimentează Marea Moartă, trece prin regiunea antică Moab și este cea mai joasă rezervație naturală din lume. Direct la est de Marea Moartă, Wadi Mujib este alcătuită dintr-o rețea de cursuri de apă dulce, făcând o zonă altfel arida mai fertilă. Albiile luxuriante ale râurilor oferă sprijin pentru plantele acvatice. Pe lângă faptul că conține 300 de specii de plante, Wadi Mujib conține cel puțin 10 specii de carnivore și alte animale, inclusiv hyrax, bursuc și ibexul nubian care a fost reintrodus în sălbăticie de SRCN. Vânătoarea ilegală continuă să împiedice eforturile de a ajunge la un număr durabil de ibexi sălbatici.

### Rezervația Shaumari

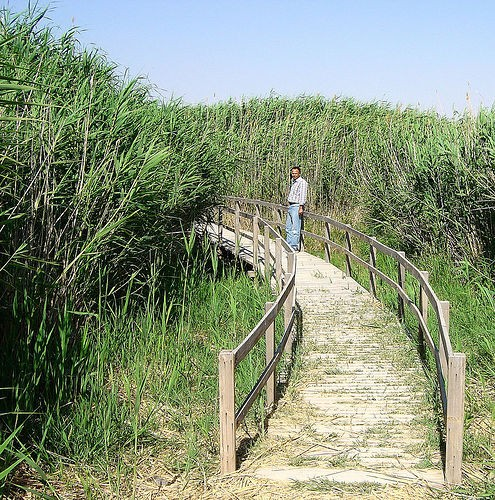
Stuf în Shaumari

Rezervația faunei sălbatice Shaumari este situată în deșertul Iordaniei de est, aproape de Rezervația zonelor umede Azraq. Geologia cuprinde wadis-ul deșertului care reprezintă 65% din suprafață, iar zonele Hammada acoperite cu piatră neagră formează 35% din rezervație. Fondată în 1975, Shaumari a fost creată pentru fauna sălbatică din zona deșertului. Unul dintre principalele obiective ale rezervației a fost de a readuce în sălbăticie speciile dispărute la nivel local, în special oryxul arab, în sălbăticie. În 1978, 4 oryx-uri arabi au fost aduși în rezervație pentru un program de reproducere. Începând din 1983, 31 de oryx-uri au fost eliberate în sălbăticie, întorcând cu succes oryxul în mediul său nativ. Alte specii, cum ar fi struțul somalez, onagerul persan și gazele trăiesc în rezervație. Înainte de înființarea rezervației, vânătoarea aproape a anihilat populațiile locale de animale, o problemă pe care SRCN a reușit să o rezolve.

## Viitor
Societatea Regală pentru Conservarea Naturii SRCN și-a exprimat interesul de a crea până la cinci rezervații naturale suplimentare în Iordania.
- Abu Rukbeh
- Munții Aqaba
- Bayer
- Rachel
- Shoubak

Alte situri au fost menționate în două rapoarte emise în 1979 și 1998 privind fezabilitatea noilor situri de rezervă din întreaga țară.
- Al Khayouf
- Al Ma'wa
- Birket Al Arayes
- Jabal Mas’uda
- Jarba
- Râul Iordan
- Rahmma
- Swaimeh și Homret Maeen
- Râul Yarmouk
- Barajul Ziglab